# Ricardo Pedriel
Ricardo Pedriel Suárez, né le 19 janvier 1987 à Santa Cruz de la Sierra en Bolivie, est un footballeur international bolivien. Il évolue au poste d'avant-centre.

## Biographie

### Carrière en équipe nationale
Ricardo Pedriel joue son premier match en équipe nationale le 6 février 2008 lors d'un match amical contre le Pérou, où il marque son premier but en sélection (victoire 2-1). 
Avec l'équipe de Bolivie, il participe à la Copa América 2011 puis à la Copa América 2015.
Au total, il compte 20 sélections et 3 buts en équipe de Bolivie depuis 2008.

## Palmarès
- Avec le Jorge Wilstermann :
  - Champion de Bolivie en C. 2006

## Statistiques

### Buts en sélection
Le tableau suivant liste les résultats de tous les buts inscrits par Ricardo Pedriel avec l'équipe de Bolivie.